# Alphonse Goetz
Alphonse Goetz (también conocido con el seudónimo A. Geoffroy-Dausay) (Estrasburgo, 1865 - Chaumont-en-Vexin, 12 de julio de 1934), fue un jugador de ajedrez francés.

## Biografía
Nacido en el Estrasburgo francés, Goetz se convirtió en un refugiado después de la Guerra franco-prusiana y la annexión de Alsacia y Lorena al Imperio Alemán.
En París, en 1890, fue primero por delante de Jean Taubenhaus y Stanislaus Sittenfeld, entre otros; en 1892 ganó, por delante de Dawid Janowski y en 1896 fue 2º, tras Janowski. Goetz ganó en 1914 el 2º Campeonato Amateur en Lyon, un campeonato nacional francés no oficial, pero considerado por algunas fuentes como el Primer Campeonato de Francia de ajedrez.
Goetz publicó algunos artículos de ajedrez, como Las échecs et la presse (1917), y The Parallel Progress of Chess and Civilization, en Le Eco degli Scacchi (1918),), y dos libros de ajedrez: Cours d'échecs  (1921) y Cinema du Jeu des échecs (1922).